# 別離の歌
『別離の歌』（べつりのうた、Das Lied der Trennung ）K.519は、ヴォルフガング・アマデウス・モーツァルトが作曲した歌曲。『別れの歌』とも訳される。

## 概要
1787年5月23日にウィーンで作曲された。歌曲『ひめごと』K.518（詞はクリスティアン・フェリックス・ヴァイセ）の翌々日に書かれている。
他の者へ想いを移し、自分のもとを去っていく恋人への告別と悲しみを描き、次第に高ぶっていく感情を表現した歌曲であるが、それまでの歌曲とは趣きもスタイルも全く異なっている。ヘ短調という調性はモーツァルトの作品の中では比較的数少ない調性である（オペラ『フィガロの結婚』のバルバリーナを思わせる）。
詞はエーベルハルト・カール・シュミットの18連から成る長い詩であるが、モーツァルトは15連まで有節歌曲として処理し、第16連以降を変化させた。だが、実際歌われる際は初めの部分をカットすることもある。

## 録音
澄んだ声を持ったソプラノ歌手が何人か録音しており、例を挙げればバーバラ・ボニーの歌唱が聴ける（テルデックより発売）。